# Saint-Chamond Basket
O Saint Chamond Basket Vallée du Gier, mais conhecido por Saint Chamond Basket, foi um clube de basquetebol baseado em Saint-Chamond, França que disputou a LNB Pro B. Mandava seus jogos no Arena Saint-Étienne Métropole com capacidade para 4.200 espectadores. Em 2024 fundiu-se com o ALS Basket Andrézieux-Bouthéon, dando lugar ao Saint-Chamond Andrézieux-Bouthéon Basket.

## Histórico de Temporadas
| Temporada | Nível | Liga      | Pos.                             | J                                | PL                               | Resultado                        |
| --------- | ----- | --------- | -------------------------------- | -------------------------------- | -------------------------------- | -------------------------------- |
| 2001-02   | 4     | NM2       | 1                                |                                  |                                  | Promovido                        |
| 2002-03   | 3     | NM1       | 11                               | 15-15                            |                                  |                                  |
| 2003-04   | 3     | NM1       | 5                                | 17-13                            |                                  |                                  |
| 2004-05   | 3     | NM1       | 12                               | 16-18                            |                                  |                                  |
| 2005-06   | 3     | NM1       | 12                               | 15-19                            |                                  |                                  |
| 2006-07   | 3     | NM1       | 4                                | 15-19                            |                                  |                                  |
| 2007-08   | 3     | NM1       | 7                                | 20-14                            |                                  |                                  |
| 2008-09   | 3     | NM1       | 10                               | 16-18                            |                                  |                                  |
| 2009-10   | 3     | NM1       | 15                               | 15-19                            |                                  |                                  |
| 2010-11   | 3     | NM1       | 14                               | 15-19                            |                                  |                                  |
| 2011-12   | 4     | NM2       | 2                                | 22-4                             |                                  | Promovido campeão                |
| 2012-13   | 3     | NM1       | 13                               | 16-18                            |                                  |                                  |
| 2013-14   | 3     | NM1       | 6                                | 21-13                            | 0-2                              |                                  |
| 2014–15   | 3     | NM1       | 1                                | 27-7                             |                                  | Promovido campeão                |
| 2015–16   | 2     | LNB Pro B | 14                               | 14-20                            |                                  |                                  |
| 2016–17   | 2     | LNB Pro B | 13                               | 14-20                            |                                  |                                  |
| 2017-18   | 2     | LNB Pro B | 6                                | 22-12                            | 0-2                              | Quartas de finais                |
| 2018-19   | 2     | LNB Pro B | 6                                | 20-14                            | 3-3                              | Semifinais                       |
| 2019-20   | 2     | LNB Pro B | Cancelado - Pandemia de COVID-19 | Cancelado - Pandemia de COVID-19 | Cancelado - Pandemia de COVID-19 | Cancelado - Pandemia de COVID-19 |
| 2020-21   | 2     | LNB Pro B | 16º                              | 11-23                            |                                  |                                  |
| 2021-22   | 2     | LNB Pro B | 2º                               | 26-8                             | 1-2                              | Quartas de finais                |
| 2022-23   | 2     | LNB Pro B | 13º                              | 14-20                            |                                  |                                  |
| 2023-24   | 2     | LNB Pro B | 12º                              | 15-19                            |                                  |                                  |

fonte:eurobasket.com

## Títulos

### Nationale Masculine 1 (terceira divisão)
- Campeão (1): 2014-15

### Nationale Masculine 2 (quarta divisão)
- Campeão (1):2011-12